# AgustaWestland
AgustaWestland je italský-britsko výrobce civilních i bojových vrtulníků. Společnost vznikla roku 2001 rozhodnutím italského koncernu Leonardo-Finmeccanica a britského koncernu GKN plc o sloučení, jimi vlastněných, výrobců vrtulníků Agusta a Westland Helicopters (obě společnosti už dříve dlouhodobě spolupracovaly, například na vývoji transportního vrtulníku EH101). Obě společnosti získaly 50% nově vzniklého leteckého výrobce AgustaWestland. Od prosince 2004 je jediným vlastníkem společnosti pouze koncern Finmeccanica. Od roku 2010 vlastní AgustaWestland majoritu polského výrobce vrtulníků PZL-Świdnik. 31. prosince 2015 byla společnost z rozhodnutí svého stoprocentního vlastníka, skupiny Leonardo-Finmeccanica, přejmenována na Finmeccanica Helicopters Division, a posléze na jaře 2016 došlo k rozhodnutí o změně názvu na Leonardo Helicopters, s účinností od ledna 2017. Hlavní vyráběné typy vrtulníků si zachovaly původní značku AgustaWestland.

## Produkty
- Agusta A129 Mangusta
- TAI/AgustaWestland T129
- AgustaWestland AW101
  - AgustaWestland CH-149 Cormorant
- AgustaWestland AW109
  - AgustaWestland AW109S Grand
- AgustaWestland AW119 Koala
- AgustaWestland AW139
- AgustaWestland AW149

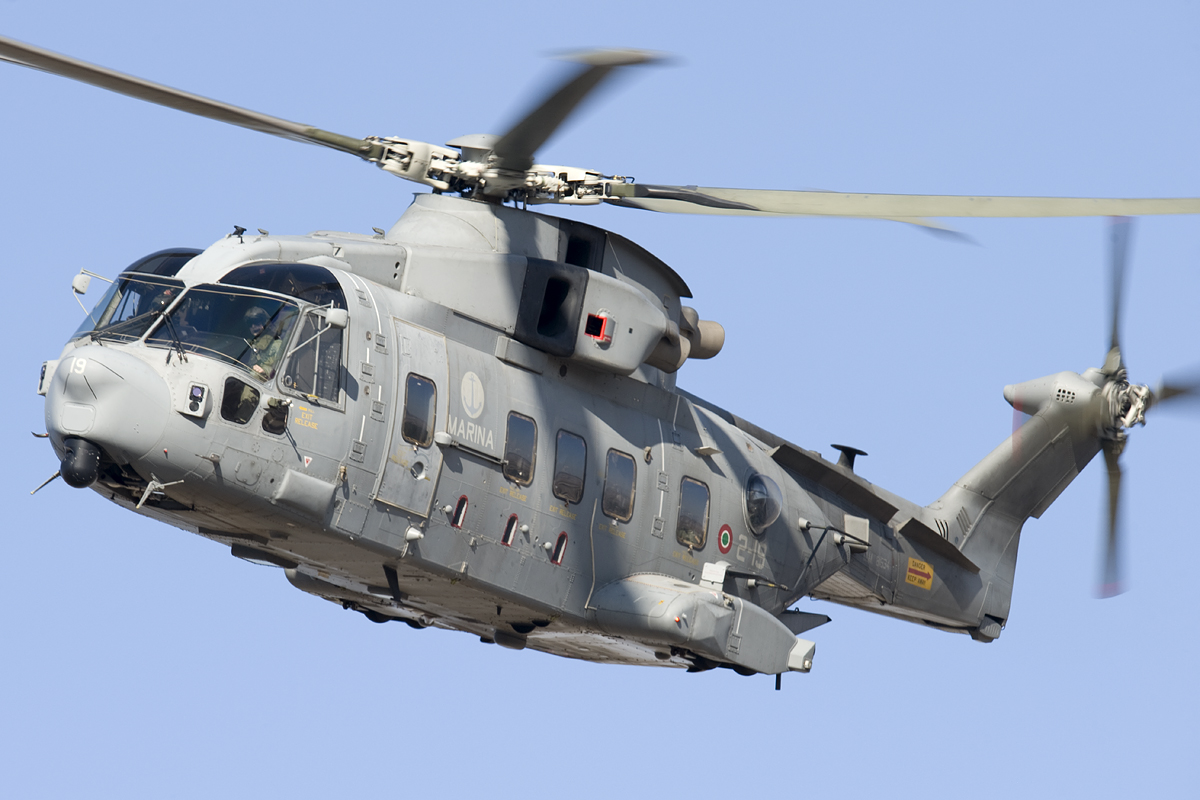
EH-101

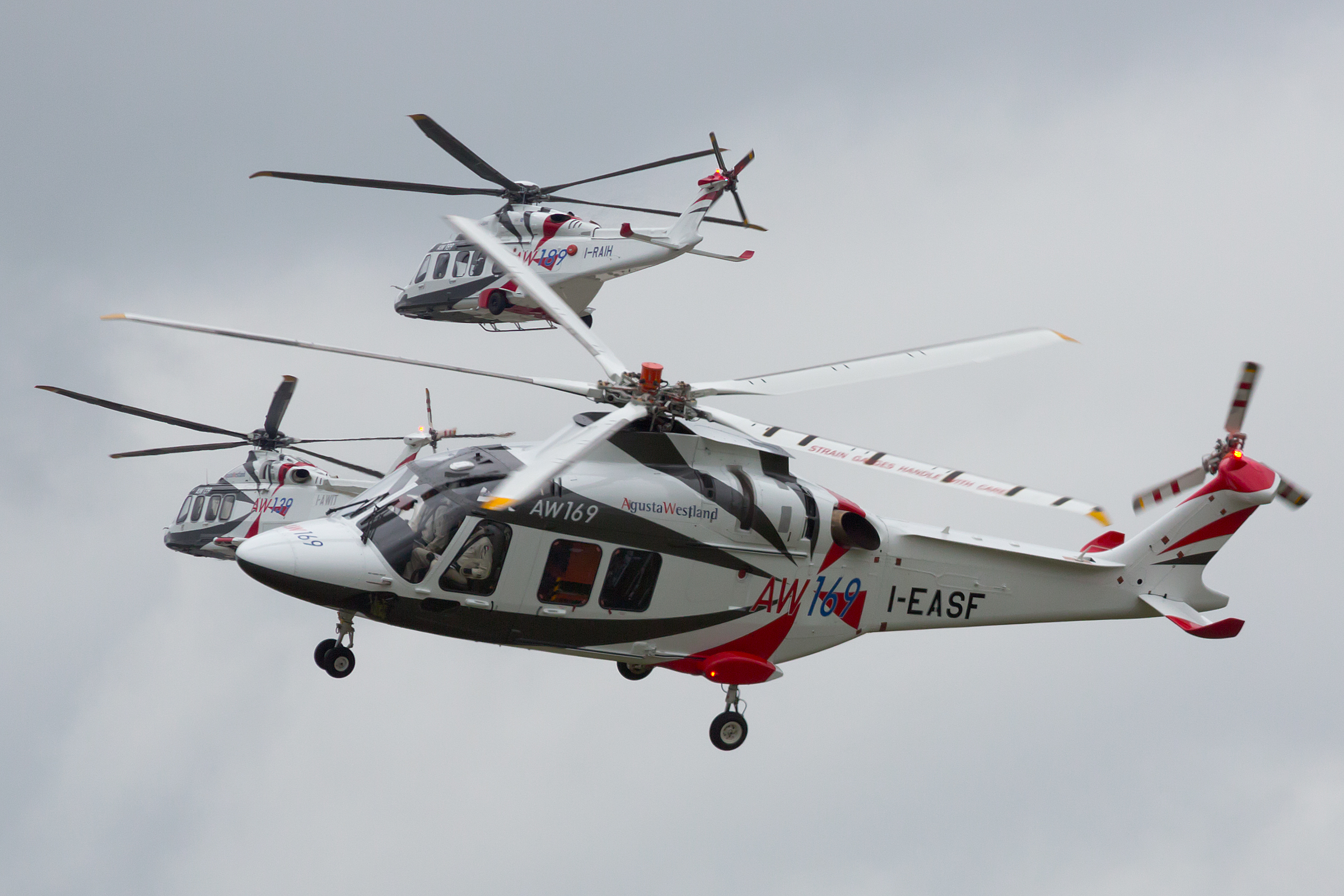
AW169

- AgustaWestland AW159 Wildcat (varianta typu Westland Lynx)
- AgustaWestland AW169
- AgustaWestland AW189
- AgustaWestland AW609 (konvertoplán s překlopnými rotory)
- NHIndustries NH90 (AgustaWestland má 32% tohoto projektu)

## Licenční výroba
- Bell 412
- AgustaWestland Apache (licenční varianta AH-64D Apache Longbow)